# Peristylus chlorandrellus
Peristylus chlorandrellus är en orkidéart som beskrevs av David Lloyd Jones och Mark Alwin Clements. Peristylus chlorandrellus ingår i släktet Peristylus och familjen orkidéer.
Artens utbredningsområde är Queensland. Inga underarter finns listade i Catalogue of Life.